# 華麗的日子
《華麗的日子》（：／）是韓國KBS 2TV自2025年8月9日起播映的週末電視劇，由金亨碩執導、蘇賢京執筆，丁一宇、鄭仁仙、尹賢旻、千虎珍、李泰蘭主演。本劇是蘇賢京作家繼《我的女兒㥠榮》、《我的黃金光輝人生》後，「父親三部曲」的最終章，同時也是千虎珍第三度扮演蘇賢京筆下的父親角色。

## 製作
2025年3月21日，媒體報導《我的黃金光輝人生》的金亨碩導演、蘇賢京編劇，時隔7年將於KBS 2TV的新週末劇《華麗的日子》中再次合作。同時，鄭仁仙以及曾演出蘇賢京的作品《49日》的丁一宇，均收到了主演的演出提案。劇集講述無論過去、現在、未來，每個別具意義的相遇造就華麗的日子，且無論什麼人都擁有過華麗的日子。
4月24日，宣布李泰蘭繼《王家一家人》後，時隔11年回歸KBS週末劇，也是她繼《有利的詐欺》後，時隔2年回歸小螢光幕。同日，宣布尹賢旻將初次演出KBS週末劇，同時是他自《寶拉！黛博拉》後，時隔2年回歸螢光幕，也是繼《他就是那傢伙》後，時隔5年重返KBS。6月4日，宣布和蘇賢京於《我的女兒㥠榮》、《我的黃金光輝人生》中合作過的千虎珍，加入演出陣容。
6月17日，正式宣布由丁一宇、鄭仁仙、尹賢旻主演，並預計於8月首播，這將是丁一宇時隔13年回歸KBS，也是他首次挑戰KBS週末劇。18日至19日，宣布由Studio ComingSoon（스튜디오 커밍순）製作，並陸續宣布其他確定參演的演員，包括千虎珍、李泰蘭、潘曉靜、尹柱相、金姬貞、朴成根、金正英、申帥賢、孫相淵、朴淨涓。6月24日，釋出讀本會議影像；25日，正式敲定於8月9日開播，並由Studio Bom（스튜디오 봄）、Monster Union共同參與製作。7月1日，釋出首張預告海報，而朴緞備（박단비）也將共同執導。7月10日，釋出首支預告。
8月6日，於首爾九老區的The Saint（더 세인트）舉行製作發表會，金亨碩導演與丁一宇、鄭仁仙、尹賢旻、千虎珍、李泰蘭、申帥賢、孫相淵、朴淨涓等卡司悉數出席。

### 播出
本劇接檔於2025年8月3日終映的《拜託老鷹5兄弟！》，自8月9日起於每週末晚間8點（UTC+9）首播。
海外方面，KBS World以《Our Golden Days》為劇名，自2025年5月23日起，於每週末晚間9點播映至10點15分（UTC+9），接檔於2025年8月17日終映的《For Eagle Brothers》。

## 演員與角色
- 丁一宇飾演李志赫[3][8][9][14]

33歲，綜合建築副資材公司的SV組（Special VIP）代理。事業、愛情兩得意，於各方面都受到認可的能力者。雖然公私分明，加上主導型、冷靜的性格而看似零同情心，但他有著比誰都正義、溫暖的心，也有幽默的一面。儘管外表看似光鮮亮麗，但在經歷人生的低潮後，克服各種試驗，找到人生的真諦。
- 鄭仁仙飾演池恩悟[2][9][22]

30歲，開朗、陽光的咖啡廳經理兼室內設計師。責任感強，只要開始，就會努力堅持到最後，即使再艱困的環境，仍充滿熱情、無怨無悔地追求夢想、愛情與生活，因此得「清澈眼狂人」的綽號。儘管被曾經暗戀的志赫背棄，仍守在他身邊的溫暖人物。
- 尹賢旻飾演朴晟宰[7][9][23]

33歲，本部長。志赫的摯友，外貌、性格、能力、家世兼具，在富裕的環境中成長的完美金湯匙。充滿餘裕又禮儀兼備，儘管看似富足，但因冷漠的家庭氛圍，使他的內心十分孤獨。志赫及其家人的溫暖，讓他產生歸屬感，但卻在愛情、友情上產生了衝突。
- 千虎珍飾演李尚哲[8][11][24]

61歲，中堅布料公司部長停年退職。家中長男，為志赫三兄妹的父親。正直、責任感又強，在艱困的環境中，把扶養父母、子女視為首要，並任勞任怨地工作。退休後，雖然嘗試再就業，卻處處碰壁，感受到與現實的隔閡。雖然對自己的生活有自矜心，但和兒子志赫的價值觀存在差異，矛盾日益加深，人生又再次面臨試驗。
- 李泰蘭飾演高誠禧[5][6][11][25]

56歲，晟宰的繼母。為了擺脫貧窮而奮鬥，並憑著卓越的眼力、纖細的心理，和財閥再婚成為財閥集團女主人。外表看似隨和、優雅又多情，內心其實很無情，是個為了自身利益，而不擇手段與方法的利己主義者兼現實主義者。
- 潘曉靜飾演曹玉禮[11]

88歲，尚哲的母親。隨著歲月的流逝而沒了朋友，在這冷酷的現實中，開始懷疑自身的存在。在偶然的契機下，接觸了新世界，迎來變化的波濤。
- 尹柱相飾演金壯洙[11]

87歲，尚哲的岳父。還沒能照料失智的妻子便成了鰥夫，退休後待在家的藩籬內，徘徊於矛盾與安逸之間。
- 金姬貞飾演金多情[11]

58歲，尚哲的妻子、壯洙的女兒，為志赫三兄妹的母親。過去曾是國小教師，但結婚後，全心持家、育兒。個性溫暖、有愛，多虧丈夫才能度過艱難的歲月，如今卻夾在丈夫與兒子之間左右兩難。
- 朴成根飾演朴晉奭[11]

65歲，晟宰的父親、誠禧的丈夫。有著豪爽性格的成功企業家，與第一任妻子離婚後，和誠禧再婚。他約略感受到誠禧的慾望，並隨著時間的推移，才逐漸看見她的本性。
- 金正英飾演鄭淳喜[11]

65歲，恩悟的母親，餐廳老闆娘。送走丈夫後，依靠著恩悟生活。當兒子不斷向她索討事業資金，憂心忡忡的她，處境日漸困難。
- 申帥賢飾演李受玭[12]

24歲，志赫的妹妹、尚哲的小女兒，是一名時尚創作者。有著可愛、漂亮的外貌，以及絕對不做損害己利之事的性格。身為一名YouTuber，企圖通過認識外貌、性格、能力兼具的男人，來提升身份地位。因此，她加入了婚姻情報公司，但現實卻沒有那麼簡單。
- 孫相淵飾演李志完[12]

30歲，志赫的弟弟、尚哲的次子，英蘿的司機兼保鏢。有著結實的身材、單純憨直的性格，雖然夢想和交往3年的女友結婚，但因經濟問題而碰壁，並失去了活下去的慾望。
- 朴淨涓飾演朴英蘿[12]

25歲，晟宰同父異母的妹妹，誠禧、晉奭的女兒。從小在母親誠禧嚴厲的教導下，養成謹慎、沉靜的性格。現正以「受矚目的新銳畫家」的頭銜活著，卻遇見志完，體驗了日常的逃脫。
- 梁爀飾演池康悟[11]

24歲，恩悟的弟弟。

## 收視率
《華麗的日子》於2025年8月9日在韓國地上波KBS 2TV開播，首集取得13.9%的收視率，低於前一檔《拜託老鷹5兄弟！》的開播收視（15.5%）與最終回收視（20.4%）。第3集收視下滑至12.6%，連續2集收視下跌。
與其他同期播映的週末劇相比，本劇收視高於同屬地上波的SBS金土劇《TRY：我們成為奇蹟》，與MBC金土劇《死亡天使瑪莉》，和特選系列《賭命為王》；也高於綜合編成頻道的JTBC土日劇《夢想成為律師的律師們》、Channel A土日劇《代替旅行》，還有有線電視的tvN土日劇《瑞草洞》。播出期間，連續2週躋身韓國地上波週間收視冠軍。
| 集數 | 集數      | 每季集數 | 每季集數 | 每季集數 | 每季集數 | 每季集數 | 每季集數 | 每季集數 | 每季集數 | 每季集數 | 每季集數 |
| 集數 | 集數      | 1        | 2        | 3        | 4        | 5        | 6        | 7        | 8        | 9        | 10       |
| ---- | --------- | -------- | -------- | -------- | -------- | -------- | -------- | -------- | -------- | -------- | -------- |
|      | 第1-10集  | 2.568    | 2.535    | 2.324    | 2.581    | 待定     | 待定     | 待定     | 待定     | 待定     | 待定     |
|      | 第11-20集 | 待定     | 待定     | 待定     | 待定     | 待定     | 待定     | 待定     | 待定     | 待定     | 待定     |
|      | 第21-30集 | 待定     | 待定     | 待定     | 待定     | 待定     | 待定     | 待定     | 待定     | 待定     | 待定     |
|      | 第31-40集 | 待定     | 待定     | 待定     | 待定     | 待定     | 待定     | 待定     | 待定     | 待定     | 待定     |
|      | 第41-50集 | 待定     | 待定     | 待定     | 待定     | 待定     | 待定     | 待定     | 待定     | 待定     | 待定     |

| 集數 | 播出日期      | 尼爾森全國收視率 | 尼爾森全國收視率 | 尼爾森首都圈收視率 | 尼爾森首都圈收視率 |
| 集數 | 播出日期      | 家庭戶比例       | 人數（百萬）     | 家庭戶比例         | 人數（百萬）       |
| ---- | ------------- | ---------------- | ---------------- | ------------------ | ------------------ |
| 1    | 2025年8月9日  | 13.9%            | 2.568            | 12.5%              | 1.514              |
| 2    | 2025年8月10日 | 13.4%            | 2.535            | 11.5%              | 1.443              |
| 3    | 2025年8月16日 | 12.6%            | 2.324            | 11.4%              | 1.378              |
| 4    | 2025年8月17日 | 13.8%            | 2.581            | 12.0%              | 1.513              |
| 5    | 2025年8月23日 | 待定             | 待定             | 待定               | 待定               |
| 6    | 2025年8月24日 | 待定             | 待定             | 待定               | 待定               |

## 外部連結
- 官方网站 
- Daum上《華麗的日子》的資料

| KBS 2TV 週末劇                                | KBS 2TV 週末劇               | KBS 2TV 週末劇 |
| --------------------------------------------- | ---------------------------- | -------------- |
|                                               | 華麗的日子 （2025年8月9日—） |                |
| 拜託老鷹5兄弟！ （2025年2月1日—2025年8月3日） | —                            |                |

| 全世界 KBS World 週末 21:00 - 22:15（UTC+9）       | 全世界 KBS World 週末 21:00 - 22:15（UTC+9） | 全世界 KBS World 週末 21:00 - 22:15（UTC+9） |
| -------------------------------------------------- | -------------------------------------------- | -------------------------------------------- |
|                                                    | Our Golden Days （2025年8月23日—）           |                                              |
| For Eagle Brothers （2025年2月15日—2025年8月17日） | —                                            |                                              |